# 董鄂氏
董鄂氏（转写：Donggo hala），亦作栋鄂氏、东额氏等，是满族姓氏，位列满族八大姓之一，基本上都是后金开国五大臣之一、三等勇勤公何和礼同族。董鄂氏源出瓦尔喀部的民觉罗氏，后来移居董鄂之地，成为当地的统治家族，早期仅有19户，但在八旗之中却拥有20个佐领世职。清朝时期，以三等公何和礼、三等侯鄂硕、三等男阿蘭珠家族最为显赫。董鄂氏还与伊尔根觉罗氏联系紧密，镶红旗阿兰珠、布兰珠兄弟也有作伊尔根觉罗氏的记载。因系出觉罗氏的缘故，董鄂氏也有源为赵宋后裔的家族传说。其中出身该氏的清中期大臣，著名书法家铁保甚至还考证出自己是越王赵偲之裔的家世。民国以后，董鄂氏主要使用董、赵、何、唐、鄂、成、席、佟、彭、齐、红、许等汉姓。
万历十二年（1584年）九月，努尔哈赤听说董鄂部内乱，统兵五百，攻打其部长驻地齐吉答城，董鄂部长阿海闻讯聚兵四百死守。努尔哈赤用火攻，焚烧城楼以及城外庐舍。但城池将陷之际，天降大雪，努尔哈赤不得不班师回城。万历十六年（1588年）九月，董鄂部长何和礼率三部军民归附努尔哈赤。

## 清代主要世家

### 何和礼后裔
根据《八旗满洲氏族通谱》记载，董鄂氏主要分布于镶黄、正黄、正白、正红、镶红、镶蓝六旗，基本上都是何和礼同族。正红旗何和礼原为董鄂部长，努尔哈赤创业初期时率部归附。努尔哈赤将长女嫁给他，位列头等大臣。此后何和礼从征札库塔、乌拉，授三等子。其四子和硕图袭爵，清军初次入塞后晋封三等公世职。雍正年前追念功臣，追封何和礼勇勤公之号。何和礼五子杜雷任都统，从征山海关立功，授骑都尉，后因系公主之子兼和硕额驸优授二等伯，其曾孙锡柱袭爵时调整为二等男世职，锡柱曾孙富永袭爵时再次调整为骑都尉兼云骑尉世职。何和礼之长子雅什坦任佐领、三子雅星阿任护军参领。 
何和礼次子多济理任副都统，其次子萨汉任委署章京，征农民军、蒙古、江西屡立战功，授云骑尉。其子谟达承袭后从征贵州江宁等处有功升为骑都尉，官至副都统兼佐领。何和礼其余后裔任护卫、郎中、参领、护军校、骁骑校、协领、员外郎等官职。其中，何和礼三子雅星阿元孙噶礼曾任两江总督、噶尔璧曾任西安副都统；何和礼四子和硕图之子瑚什布曾任都统，和硕图之孙彭春曾率领清军在雅克萨之战中击败沙俄军队。

### 何和礼同族

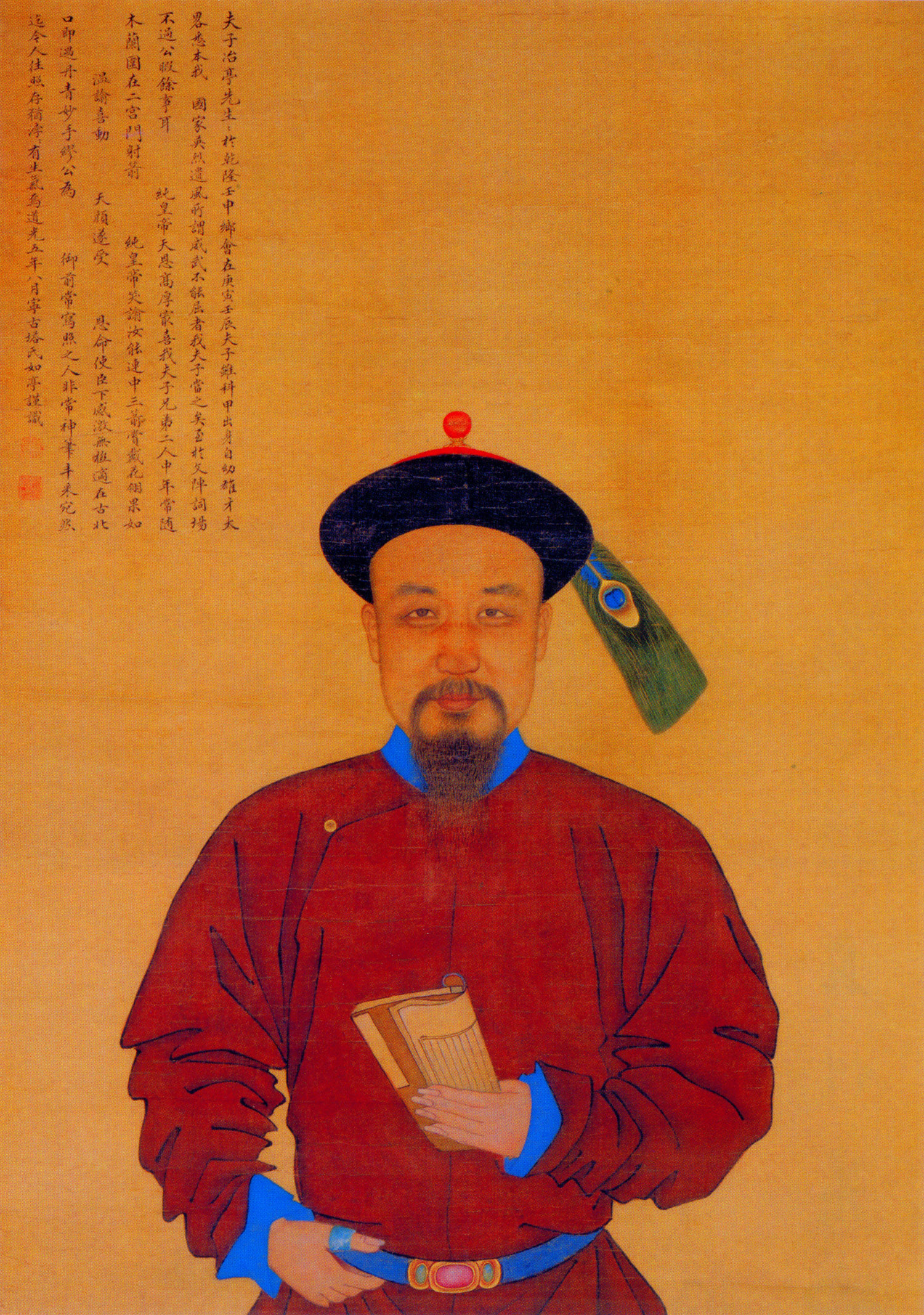
尚书铁保为卓托七世孙

正白旗鲁克素，原名伦布，早期与其弟屯布率四百人归附努尔哈赤，努尔哈赤赐名鲁克素，委以佐领之职。次子席尔泰继任佐领，位列十六大臣，席尔泰长子拉都宁远之战阵亡，赠云骑尉，由其弟巴都承袭。巴都于入关诸战役中立功，后于罗源阵亡，赠一等轻车都尉兼一云骑尉世职。鲁克素之长子席汉授骑都尉，从征朝鲜叆阳城率领二十人率先登城，后阵亡于三塔，优赠三等轻车都尉，其次子鄂硕承袭，因入关诸战役晋封二等男，三遇恩诏加至三等子。因鄂硕之女嫁顺治帝为孝献端敬皇后，特封三等伯，官至前锋统领，其子费扬古袭爵。费扬果曾任领侍卫内大臣、抚远大将军，率清军征讨噶尔丹，晋封一等公。其子陈泰袭职时改为一等侯兼一云骑尉世职。鲁克素之孙罗硕任理事官定，因入关战功授骑都尉，因系孝献端敬皇后伯父授一等轻车都尉世职，官至礼部侍郎，后由三子分袭其职。鲁克素之弟屯布隶镶红旗，其孙塞格任护军校随清军两度入塞，梯攻安东卫首先登城，授云骑尉，后人袭职时经反复调整改为骑都尉世职。
兑齐巴颜早期与从兄弟阿格巴颜、从子朗格等率部归附努尔哈赤，其部众被编为镶红旗的三个佐领，兑齐巴颜第三子噶尔呼机、阿格巴颜之子阿兰珠、阿格巴颜从子郎格分别担任佐领之职。噶尔呼后来被授予三等轻车都尉，松锦之战阵亡，赠二等轻车都尉。其子硕色承袭，因遇恩诏、从征舟山立功加至一等轻车都尉兼一云骑尉卒，后人袭职定位二等轻车都尉世职。兑齐巴颜次子永顺为革职参将，戴罪立功从征旅顺口率先登城，授二等轻车都尉，从征黑龙江兼遇恩诏加至二等男，官至任都统，其子耿图袭。耿图以其本来军功所得的骑都尉并入所袭之职晋为一等男兼一云骑尉，其孙乌尔勤袭职定为三等男世职。兑齐巴颜第四子邱由屡立战功，取旅顺口第二登城，优授骑都尉，从征黑龙江有功加一云骑尉，其弟邱禅尧袭，从征太原府等地立功授三等轻车都尉世职。兑齐巴颜之侄杨古理授骑都尉；旺格于沈阳之役阵亡，优赠骑都尉。其子哈尔萨因入关战功加一云骑尉世职；察巴海于永平之役阵亡，赠骑都尉，其子从征入关兼遇恩诏，授一等轻车都尉；侄曾孙荪塔任护军校于磨盘山击贼阵亡，赠云骑尉，其子绥哈因战功晋至骑都尉兼一云骑尉世职。
阿格巴颜授骑都尉，长子阿兰珠任扎尔固齐，征乌喇时阵亡，优赠三等男，其弟布兰珠袭，因事降为三等轻车都尉，后于宁远之役阵亡。其子布尔喀承袭，因追蒙古逃人有功，授为二等轻车都尉世职。布兰珠另一子富泰袭骑都尉，入关时立功加一云骑尉世职。阿格巴颜之孙赫业曾任安西将军、曾孙科普索任佐领，从征云南等地屡立战功，授云骑尉世职，官至前锋参领；法雅哈由任委署参领，从征四川等地有功，授云骑尉世职。
郎格授骑都尉，从征沈阳时阵亡，赠三等轻车都尉，由长子董世禄、孙海兰、曾孙硕色纳等先后承袭。郎格次子和托任副都统，山海关、青州诸役立功，优授三等轻车都尉，官职吏部侍郎，死后无嗣，世职并入硕色纳所袭世职，晋为三等子。硕色纳征湖广、广东有功晋为二等子，后人改袭三等男世职。郎格之侄阿尔布尼署副都统，因入关时留管后队、平定河南、江南、潼关等地有功授骑都尉兼一云骑尉世职；郎格之曾孙班他哈任鸣赞，从征江西在鄱阳湖有功，后于在建昌阵亡，赠云骑尉世职。
此外，正黄旗扎福尼因泺州解围和从征黑龙江之功授骑都尉兼一云骑尉，官至城守尉。其子舒礼浑袭职后三遇恩诏，又在延安、大同、云南、贵州等地立功，优授三等男，官至任副都统，后人改袭二等轻车都尉世职。罗多浑攻顺德率先登城，授巴图鲁号、三等轻车都尉世职。此外，拉都、穆鲁、喀穆图巴图鲁、卓托、南都伊拉齐、巴苏、都朱鲁等后裔均有轻车都尉或骑都尉等世职。其中卓托七世孙为书法家铁保，历任漕运总督、礼吏二部尚书等官职。

## 近现代人物
中华人民共和国开国少将赵承金为董鄂氏。